# Лесневский, Дмитрий Анатольевич
Дми́трий Анато́льевич Лесне́вский (2 февраля 1970, Москва) — деятель российского телевидения, медиаменеджер, предприниматель, продюсер, сценарист.

## Биография
Дмитрий Анатольевич Лесневский родился 2 февраля 1970 года в Москве.
В 1988 году проходил службу в рядах Советской Армии.
Окончил факультет журналистики Московского государственного университета им. М. В. Ломоносова в 1998 году.

## Телевидение
В 1991 году — основатель одной из первых российских независимых телекомпаний «REN-TV» вместе со своей матерью Иреной Стефановной Лесневской.
C 1997 по 2005 год — соучредитель и генеральный директор телеканала «REN-TV».
С 2000 года — учредитель и президент продюсерского объединения «REN-FILM». Одновременно являлся первым заместителем председателя совета директоров ООО «Медиахолдинг REN-TV».
В 2005 году основатели продают свою долю в телевизионном бизнесе «REN-TV» медиахолдингу «RTL Group». 13 октября 2005 года Ирена и Дмитрий Лесневские написали заявления об уходе и покинули телеканал.
С 2006 года — соучредитель, председатель правления медиа-холдинга «REN MEDIA Group».
С 2007 года — учредитель и президент Mini Movie International Channel — международной медиакомпании, со штаб-квартирой в Люксембурге и филиалами в Москве, Париже и Лос-Анджелесе. Занимается распространением независимых короткометражных фильмов и оригинальной интернет-продукции, а также владеет международными правами на большую библиотеку короткометражных фильмов со всего мира. В этом же году учредил приз за лучший короткометражный фильм года, который вручается в рамках Международного Каннского кинофестиваля.
В 2008 году завершена сделка по приобретению немецкого телеканала Das Vierte у NBC Universal. В том же году Mini Movie International Channel открыла в США свой первый интернет-портал — minimovie.com.
Член Академии российского телевидения с 2001 года.
Член Европейской киноакадемии с 2008 года.
Член Российской академии кинематографических искусств «Ника» с 2003 года.

## Награды
В 2000 году завоевал звание «Лучший менеджер года», присвоенное Союзом журналистов России.
В 2002 году стал лауреатом Национальной премии имени Петра Великого (высшей общественной награды России в сфере управления) за «Выдающийся вклад в развитие современного Российского кинопроизводства».

## Продюсер
В 2003 году — продюсер фильма «Возвращение», режиссёр Андрей Петрович Звягинцев. Фильм завоевал главный приз «Золотой лев» 60-го Международного Венецианского кинофестиваля, а также премию Луиджи Де Лаурентиса «Лев будущего» и множество других российских и международных наград на различных кинофестивалях (премии «Ника» и «Золотой орёл»).
В 2007 году — продюсер фильма «Изгнание», режиссёр Андрей Петрович Звягинцев. За лучшую мужскую роль (Константин Лавроненко) фильму присуждена «Золотая пальмовая ветвь» 60-го Международного Каннского кинофестиваля.
В 2010 году — продюсер фильма «Мишень», режиссёр Александр Ефимович Зельдович, соавтор сценария — Владимир Георгиевич Сорокин.
Соучредитель и соиздатель российского независимого журнала «The New Times» вместе с Иреной Лесневской. Журнал стабильно занимает первые места в рейтингах цитируемости СМИ.

## Семейное положение
Женат на Елене Лесневской. Имеет четверых сыновей.